# Plumeria pudica
Plumeria pudica är en oleanderväxtart som beskrevs av Nikolaus Joseph von Jacquin. Plumeria pudica ingår i släktet Plumeria och familjen oleanderväxter. Inga underarter finns listade i Catalogue of Life.